# Volo Siberia Airlines 852
Il 14 gennaio 2002 il volo Siberia Airlines 852, operato da un Tupolev Tu-204-100, subì uno spegnimento di entrambi i motori per mancanza di carburante ed eseguì un atterraggio di emergenza a Novosibirsk, in Russia. L'aereo uscì di pista e subì danni sostanziali, ma non ci furono feriti.

## L'incidente
All'aereo, in volo da Francoforte a Novosibirsk, fu proibito di atterrare all'Aeroporto di Novosibirsk-Tolmačëvo. L'unico aeroporto alternativo accessibile con la dogana e il permesso di accogliere il Tu-204 era quello di Omsk. Il volo per Omsk ebbe luogo con un forte vento contrario, che generò resistenza. Durante l'avvicinamento l'aereo rimase senza carburante ed entrambi i motori si spensero. L'equipaggio riuscì ad atterrare sulla pista e la frenata venne eseguita manualmente, poiché gli inversori di spinta non si dispiegarono. L'aereo superò la pista e colpì diverse luci d'atterraggio. Non ci furono feriti. Il Tupolev rimase sostanzialmente danneggiato, ma poté essere riparato e rimesso in servizio.
Otto anni dopo, il 22 marzo 2010, lo stesso aereo operante il volo Aviastar-TU 1906 si schiantò prima della pista dell'Aeroporto di Mosca-Domodedovo. Tutte le otto persone a bordo sono sopravvissute, ma l'aereo rimase danneggiato in modo irreparabile.